# Trebendorf
Trebendorf, (Sorbisch:Trjebin), is een gemeente en plaats in de Duitse deelstaat Saksen. De gemeente maakt deel uit van het Landkreis Görlitz.
Trebendorf telt 831 inwoners.

## Galerij

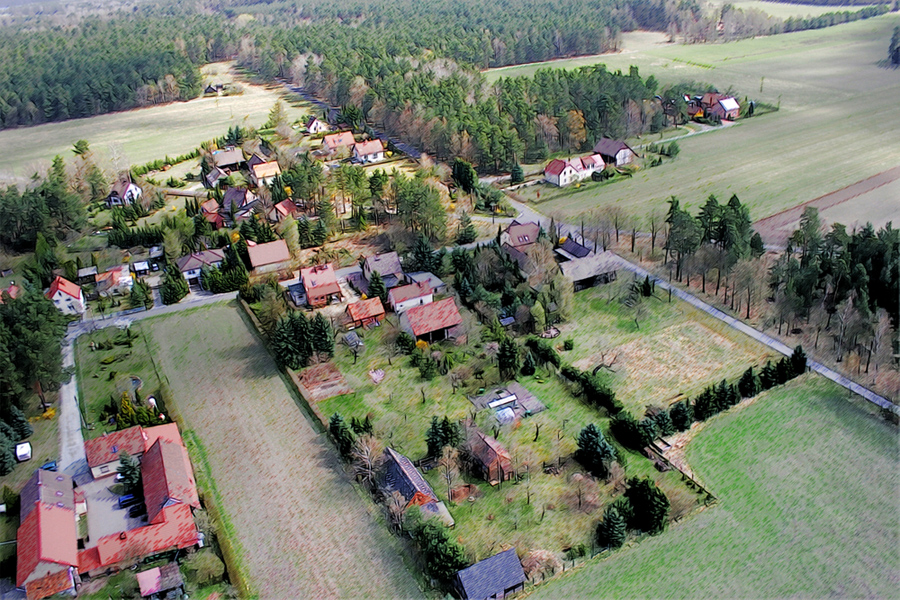
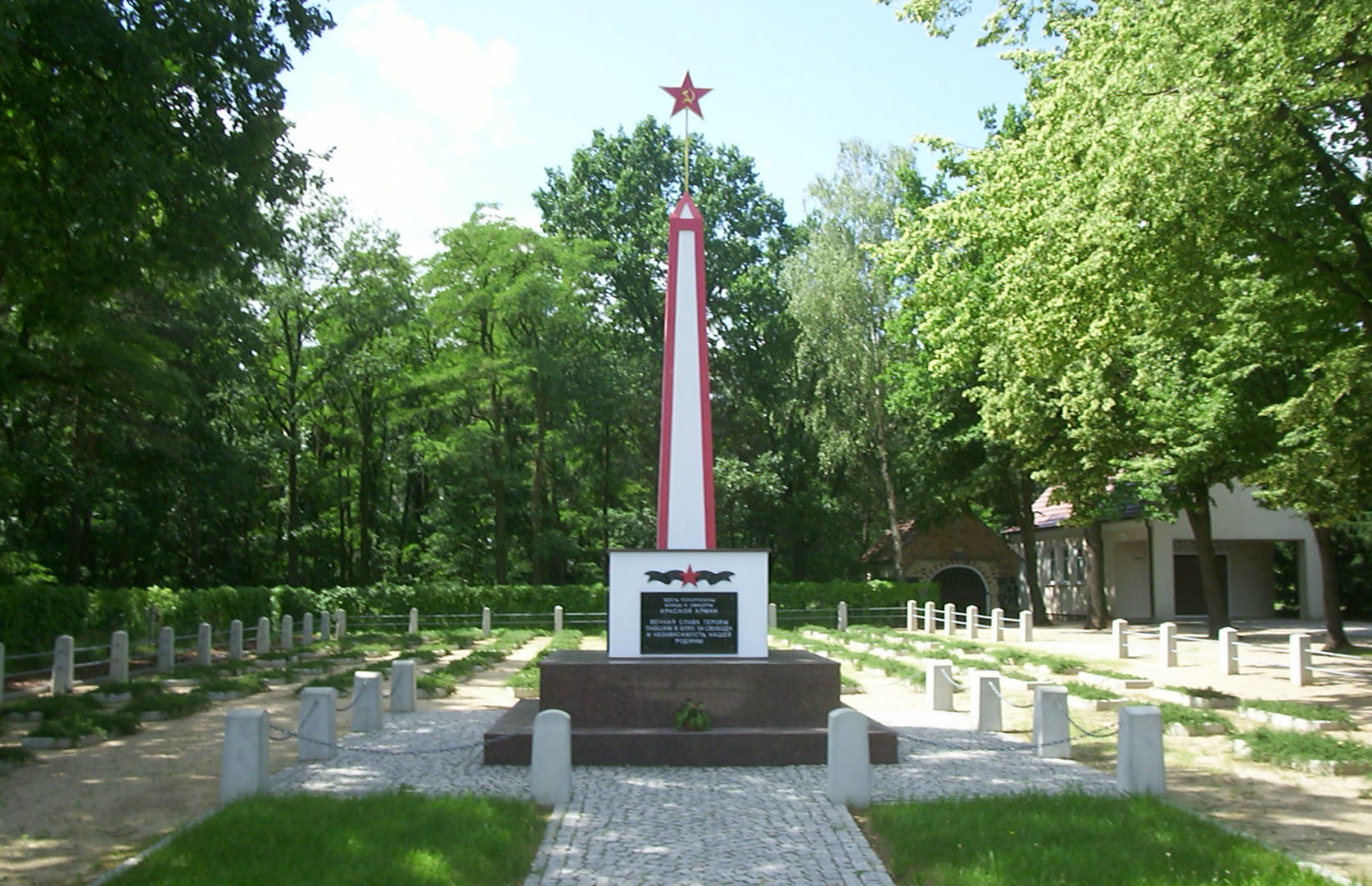
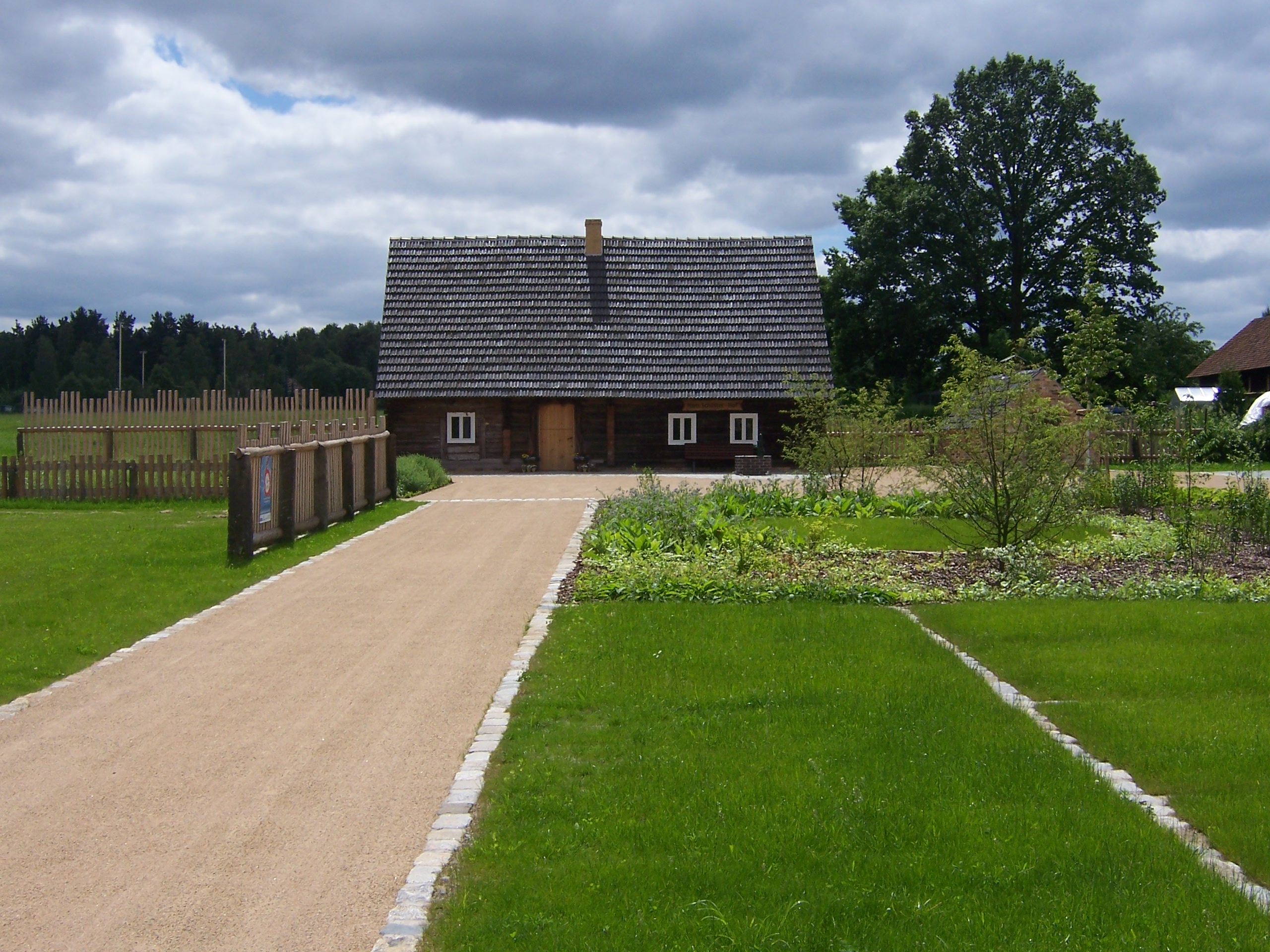
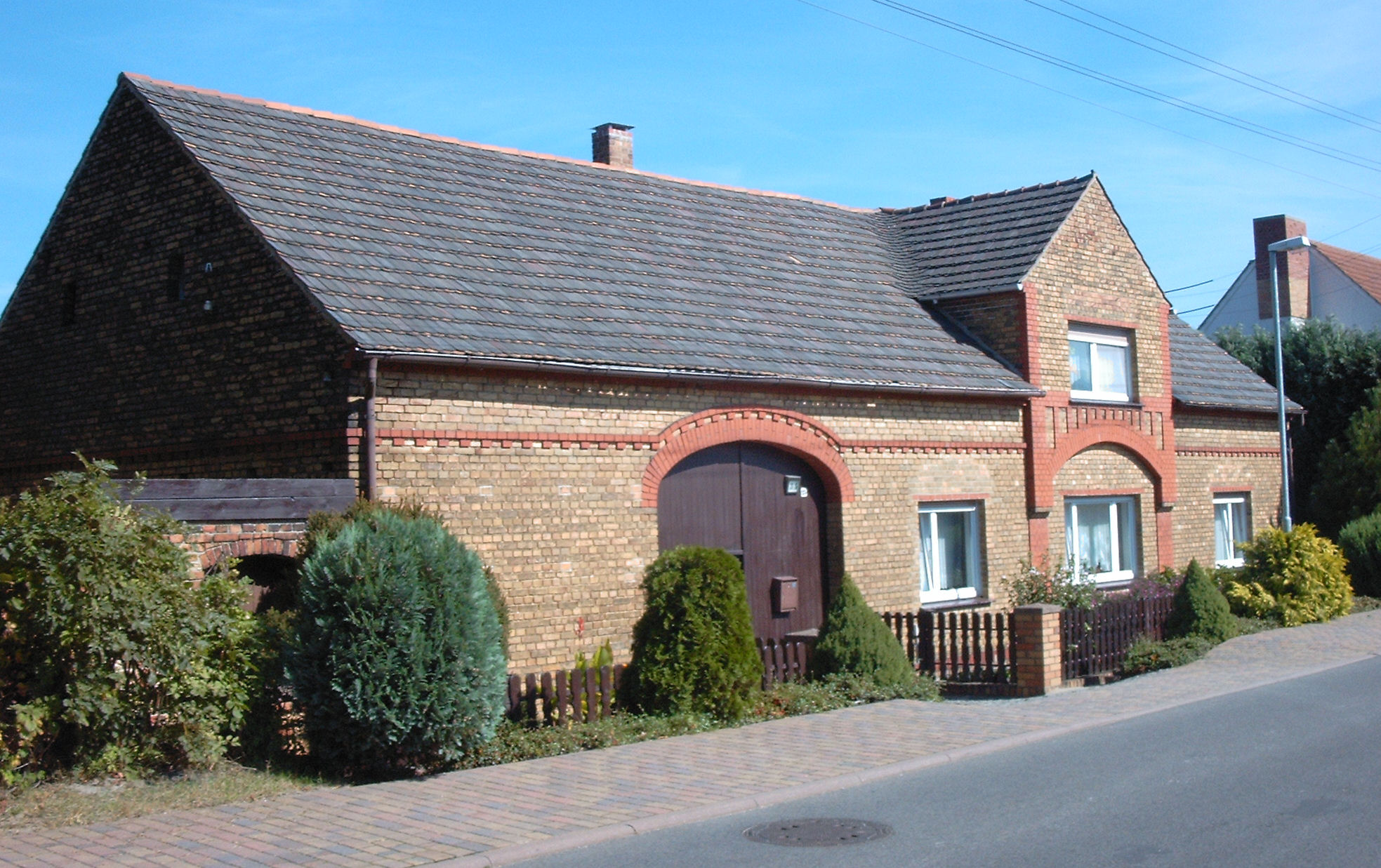

## Plaatsen in de gemeente Trebendorf
- Mühlrose
- Trebendorf